# Asada Gōryū
Asada Gōryū (jap. 麻田 剛立, wirklicher Name: Ayabe Yasuaki (綾部 妥彰); * 10. März 1734 in Kitsuki, Prov. Bungo (heute Ōita); † 25. Juni 1799) war ein japanischer Astronom und Anatom. Er modernisierte die Astronomie in Japan und führte moderne Geräte und Beobachtungsmethoden ein.

## Leben
Gōryū wurde als vierter Sohn des Konfuzianismus Gelehrten Ayabe Yasumasa in der Provinz Bungo geboren. Von der Kindheit an interessierte er sich für Astronomie. Zunächst wandte er sich der Medizin zu und wurde 1767 Arzt am Hofe eines Daimyō. 1772 änderte seinen Familiennamen in Asada und stahl er sich aus seiner Anstellung davon, um in Osaka das Leben eine Rōnin zu führen. In Osaka befasste er sich neben seiner Tätigkeit als Mediziner zunächst mit Kalenderkunde. Er berechnete die Sonnenfinsternis zum Neujahrestag 1786 (greg. Kalender 30. Januar 1786), wodurch sein Name schlagartig bei der japanischen Regierung bekannt wurde.
Gōryū starb 1799 im Alter von 65 Jahren. Sein Grab befindet sich auf dem Gelände des Tempels im Standbezirk Tennōji in Osaka.

## Wirken
Aufgrund der damaligen japanischen Politik der Abschottung, gelangten westliche naturwissenschaftliche Erkenntnisse nur in Form veralteter chinesischer Werke auf die Insel, die von Jesuiten-Missionaren in China übersetzt worden waren. Asada entwickelte Methoden zur Bahnbestimmung der Himmelskörper des Sonnensystems und entdeckte unabhängig das dritte Keplersche Gesetz. Er schliff optische Linsen und konstruierte Teleskope, mit denen er u. a. die Jupitermonde beobachtete.
In Osaka gründete er die Senjikan-Schule für Astronomie. Einer seiner Schüler war der spätere Astronom Takahashi Yoshitoki.
Zu Asadas Gedenken wurden der Mondkrater Asada und der Asteroid (12364) Asadagouryu benannt.

## Quelle
- Ryokichi Otani: Tadataka Ino: The Japanese Land-Surveyor, S. 33ff, Simon Publications, 2001, ISBN 978-1-931541-22-0
- Hisaaki Shinkai: Goryu Asada and Kepler’s third law of planetary motion. In: Kyoto University (Hrsg.): Memoirs of Osaka Institute of Technology. Band 61, Nr. 2. Osaka 2016, S. 27–36 (japanisch, kyoto-u.ac.jp [PDF; abgerufen am 13. Februar 2021] Originaltitel: 麻田剛立とケプラーの惑星運動第3法則.).

| Personendaten    | Personendaten                                                                                |
| ---------------- | -------------------------------------------------------------------------------------------- |
| NAME             | Asada, Gōryū                                                                                 |
| ALTERNATIVNAMEN  | 麻田剛立 (japanisch); Ayabe Yasuaki (wirklicher Name); 綾部妥彰 (wirklicher Name, japanisch) |
| KURZBESCHREIBUNG | japanischer Astronom                                                                         |
| GEBURTSDATUM     | 10. März 1734                                                                                |
| GEBURTSORT       | Kitsuki, Prov. Bungo (heute Ōita), Japan                                                     |
| STERBEDATUM      | 25. Juni 1799                                                                                |
| STERBEORT        | Japan                                                                                        |